# Jošavka Gornja
Jošavka Gornja (en serbe cyrillique : Јошавка Горња) est un village de Bosnie-Herzégovine. Il est situé dans la municipalité de Čelinac et dans la république serbe de Bosnie. Selon les premiers résultats du recensement bosnien de 2013, il compte 472 habitants.

## Démographie

### Répartition de la population par nationalités (1991)
En 1991, le village comptait 563 habitants, répartis de la manière suivante :

### Communauté locale
En 1991, Jošavka Gornja faisait partie de la communauté locale de Jošavka qui comptait 2 276 habitants, répartis de la manière suivante :